# Lomagramma pteroides
Lomagramma pteroides är en träjonväxtart som beskrevs av John Smith. Lomagramma pteroides ingår i släktet Lomagramma och familjen Dryopteridaceae. Inga underarter finns listade.